# Vaskasjöarna (nordvästra)
Vaskasjöarna (nordvästra) är en sjö i Södertälje kommun i Södermanland och ingår i Tyresån-Trosaåns kustområde. Sjön är 2,7 meter djup, har en yta på 0,0602 kvadratkilometer och befinner sig 43,6 meter över havet.

## Delavrinningsområde
Vaskasjöarna ingår i det delavrinningsområde (655585-160374) som SMHI kallar för Rinner mot Näslandsfjärden. Medelhöjden är 34 meter över havet och ytan är 19,02 kvadratkilometer. Det finns inga avrinningsområden uppströms utan avrinningsområdet är högsta punkten. Avrinningsområdets utflöde mynnar i havet, utan att ha någon enskild mynningsplats. Avrinningsområdet består mestadels av skog (61 procent), öppen mark (12 procent) och jordbruk (24 procent). Avrinningsområdet har 0,06 kvadratkilometer vattenytor vilket ger det en sjöprocent på 0,3 procent.